# La Zona (Versandhandel)
La Zona ist ein in Katalonien tätiger Versandhandel. Er wird von der in Barcelona ansässigen Genossenschaft Opcions betrieben.

## Geschichte und Profil
Opcions war ursprünglich als Herausgeber eine Zeitschrift und Berater anderer Genossenschaften bekannt. Ihr Sprecher und zugleich einer der leitenden Mitarbeiter ist der Wirtschaftswissenschaftler und Ökologe José Alonso. Nach über einjähriger Vorbereitung wurde La Zona als Internetversand im Juni 2021 eingerichtet. Aufgrund des hohen Stellenwertes der Regionalität beschränkt sich der Wirkungskreis ausschließlich auf Katalonien. La Zona gibt auch ein eigenes Informationsblatt heraus und schaltete Werbung in TV3.
Am Projekt sind über 100 Genossenschaften beteiligt, es werden u. a. Lebensmittel, Textilien, Elektrogeräte, Drogerieartikel sowie Energieversorgungs- und Versicherungsverträge vertrieben bzw. vermittelt. Der Versand wird von der 2015 gegründeten Firma Koiki ausgeführt, es bestehen über 30 Zustellzentren. Alle beteiligten Unternehmen müssen über ein regionales Gütesiegel verfügen oder bestimmte Kriterien bezüglich Nachhaltigkeit und Arbeitsbedingungen erfüllen. La Zona versteht sich selbst als Alternative zu Amazon.